# نيلسون بيكر
نيلسون بيكر (بالإنجليزية: Nelson Baker) هو قسيس أمريكي، ولد في 16 فبراير 1841، وتوفي في 29 يوليو 1936.